# Батальйон «Туран»
Батальйон «Туран» — добровольче військове формування в складі ЗС України, сформоване з тюркомовних вихідців Середньої Азії та Кавказу.

## Історія
Підрозділ було сформовано з тюркомовних етнічних груп з Кавказу, Середньої Азії та РФ, а також китайських уйгурів. Очолює батальйон біженець із Киргизстану Алмаз Кудабек.

## Командування
- Алмаз Кудабек [2]